# خفه
خفه، تجمع سكاني تابع لقرى بني ظبيان في الجزء الجنوبي من منطقة الباحة، وهي الأكبر مساحة من بين القرى الأخرى، حيث تقسم إلى خفه العليا وخفه السفلى. تبلغ مساحتها تقريبا 11.8كم مربع.